# Ле-Мустуар
Ле-Мустуа́р (фр. Le Moustoir, брет. Ar Vouster) — коммуна во Франции, находится в регионе Бретань. Департамент — Кот-д’Армор. Входит в состав кантона Ростренен. Округ коммуны — Генган.
Код INSEE коммуны — 22157.

## География
Коммуна расположена приблизительно в 440 км к западу от Парижа, в 140 км западнее Ренна, в 65 км к юго-западу от Сен-Бриё.

## Население
Население коммуны на 2016 год составляло 666 человек.
| 1962 | 1968 | 1975 | 1982 | 1990 | 1999 | 2008 | 2016 |
| ---- | ---- | ---- | ---- | ---- | ---- | ---- | ---- |
| 452  | 514  | 476  | 523  | 549  | 583  | 649  | 666  |

## Администрация
| Период | Период | Фамилия           | Партия       | Примечания           |
| ------ | ------ | ----------------- | ------------ | -------------------- |
| 2001   | 2008   | Франсуа Керсюлек  |              |                      |
| 2008   |        | Мари-Элен Ле-Биан | Разные левые | медицинский работник |

## Экономика
В 2007 году среди 395 человек в трудоспособном возрасте (15—64 лет) 298 были экономически активными, 97 — неактивными (показатель активности — 75,4 %, в 1999 году было 69,6 %). Из 298 активных работали 277 человек (154 мужчины и 123 женщины), безработных было 21 (8 мужчин и 13 женщин). Среди 97 неактивных 34 человека были учениками или студентами, 41 — пенсионерами, 22 были неактивными по другим причинам.

## Достопримечательности
- Церковь Сен-Жювеналь, оссуарий и кладбище (XVI век). Исторический памятник с 1926 года[3]
- Галло-римский акведук и туннель Кервоагель. Исторический памятник с 2005 года[4]
- Придорожный крест (XVI век). Исторический памятник с 1927 года[5]

## Фотогалерея
- Церковь Сен-Жювеналь
- Распятие у церкви
- Придорожный крест
- Карта коммуны